# 上員林
上員林，是臺灣臺中市大雅區的一個傳統地域名稱，位於該區北部偏東。相較於今日行政區，其範圍大致為員林里東北部。

## 歷史
台灣清治末期至日治初期，上員林地區為一街庄，稱為「上員林庄」，隸屬於捒東下堡。該庄西北與山皮庄為鄰，東北與神崗庄為鄰，東南邊為上楓樹腳庄，西南邊為下員林庄。
1901年（日治明治三十四年）11月，全台廢縣廳改設二十廳，該庄隸屬於臺中廳。1903年（明治三十六年）6月，該庄編入「埧雅區」，仍隸屬於臺中廳。1909年（明治四十二年）10月，合併二十廳為十二廳，埧雅區隸屬不變。1920年（大正九年），全台地方制度大改正，廢十二廳改設五州二廳，該庄改制為「上員林」大字，隸屬於臺中州豐原郡大雅庄。
戰後大雅庄改制為大雅鄉，隸屬於臺中縣，大字亦改制為村。1950年10月，中、彰、投分治，大雅鄉仍隸屬臺中縣。2010年12月，臺中縣市合併為直轄臺中市，大雅鄉改制為大雅區，村亦改制為里。

## 聚落
本地區有上員林聚落。

## 交通
區道中79線（三民路、三民南路、神林路）是舊莊至大雅的道路，大致以北北西－南南東走向轉縱向再轉北北東－南南西走向經過上員林地區中部。由該道路向北北西轉東北再轉北可前往神岡、圳堵、大突寮、楊厝寮地區東部的舊庄聚落南側並止於區道中73線路口，向南南西可前往下員林並止於省道台10線路口。